# Invisible (sèrie de televisió)
Invisible és una sèrie de televisió per internet espanyola de drama adolescent creada i dirigida per Paco Caballero per a Disney+, basada en la novel·la homònima de Eloy Moreno. Està produïda per Aralán Films i Morena Films i protagonitzada per Eric Seijo, Aura Garrido, Miki Esparbé, Diego Montejo, Liv Dobner i Izan Fernández. Va ser estrenada a Disney+ el 13 de desembre de 2024.

## Argument
Capi (Eric Seijo) és un noi de 12 anys amb una vida normal, que sofreix un terrible accident que li ocasiona un sever estrès posttraumàtic. Ningú sembla tenir més informació: ni el col·legi, ni els seus amics, ni la seva família poden explicar què ha passat. Tanmateix, el psicòleg que li tracta sí que està disposat a bussejar en la seva història i descobrir les raons que li han portat a aquesta situació.

## Repartiment
- Eric Seijo com a Capi
- Liv Dobner com a Kiri
- Izan Fernández com a Zaro
- Diego Montejo com a MM
- Alejandro Gasco com a Jairo
- Nicolás Costi com a Nacho
- Aura Garrido com a la professora
- Miki Esparbé com el psicòleg
- Marian Álvarez com a Ana
- Carlos Santos com a Mateo
- David Verdaguer com a la veu del Drax

## Capítols
| Núm. total | Núm. de la temporada                 | Títol          | Direcció                                       | Data d'emissió original |
| ---------- | ------------------------------------ | -------------- | ---------------------------------------------- | ----------------------- |
| 1          | «El chico invisible»                 | Paco Caballero | Virginia Yagüe, Gonzalo Bendala i Jota Linares | 13 de desembre de 2024  |
| 2          | «La chica de las cien pulseras»      | Paco Caballero | Celia de Molina i Virginia Yagüe               | 13 de desembre de 2024  |
| 3          | «El chico avispa»                    | Paco Caballero | Celia de Molina i Gonzalo Bendala              | 13 de desembre de 2024  |
| 4          | «El chico de la cicatriz en la ceja» | Paco Caballero | Gonzalo Bendala                                | 13 de desembre de 2024  |
| 5          | «El chico de la herida en el pecho»  | Paco Caballero | Celia de Molina                                | 13 de desembre de 2024  |
| 6          | «La chica del dragón en la espalda»  | Paco Caballero | Virginia Yagüe                                 | 13 de desembre de 2024  |

## Producció
Al febrer de 2024, Disney+ va anunciar que havia començat el rodatge d'una adaptació a televisió de la novel·la Invisible de Eloy Moreno, la qual estaria produïda per Aralán Films i Morena Films. La sèrie va ser escrita per Virginia Yagüe, Jota Linares, Celia de Molina i Gonzalo Bendala, i dirigida per Paco Caballero. Eric Seijo, Aura Garrido, Diego Montejo, Liv Dobner i Izan Fernández van ser confirmats com els actors protagonistes de la sèrie.

## Llançament i màrqueting
Al setembre de 2024, Disney+ va llançar el pòster d'Invisible i va programar la seva estrena per al 13 de desembre de 2024.